# Living Dub Vol. 1
Living Dub Vol. 1 – ósmy album studyjny Burning Speara, jamajskiego wykonawcy muzyki reggae.
Płyta została wydana w roku 1979 przez brytyjską wytwórnię Island Records, a także przez jej oddział Mango Records. Znalazły się na niej zdubowane wersje piosenek z wydanego rok wcześniej krążka Marcus' Children (znanego również jako Social Living). Miksu utworów dokonał w należącym do Island studiu w londyńskiej dzielnicy Hammersmith Sylvan Morris. Produkcją nagrań zajął się sam wokalista. 
Album doczekał się kilku reedycji, z których najbardziej znana jest ta wydana w roku 2003 pt. Original Living Dub Vol. 1 przez Burning Music, własną wytwórnię Speara. Słowo "oryginalny" w tytule nie jest przypadkowe, gdyż na początku lat 90. nakładem amerykańskiej wytwórni Heartbeat Records ukazał się krążek zatytułowany Living Dub Vol. 1, zawierający jednak zupełnie inne wersje utworów w aranżacji Barry'ego O'Hare.

## Lista utworów

### Strona A
1. "Children Of Today"
2. "Present"
3. "Associates"
4. "Jah Boto"

### Strona B
1. "In Those Days"
2. "Irie Niya Keith"
3. "Help Us"
4. "Musiya"
5. "All Over"